# Louis Fabrice Pithia
Louis Laval Fabrice Pithia (ur. 7 maja 1987 w Saint Aubin) – maurytyjski piłkarz występujący na pozycji pomocnika. Brat bliźniak Fabiena Pithii, także piłkarza.

## Kariera klubowa
Pithia karierę rozpoczynał w 2003 roku w zespole Savanne SC z Barclays League. W latach 2003 i 2004 zdobył z nim dwa Puchary Mauritiusa. W 2010 roku przeszedł do drużyny Curepipe Starlight SC, także grającej w Barclays League. W sezonie 2012/2013 wywalczył z nim dublet – mistrzostwo i puchar kraju. W latach 2015–2018 ponownie występował w Savanne SC, w którym zakończył karierę.

## Kariera reprezentacyjna
W reprezentacji Mauritiusa Pithia zadebiutował 28 czerwca 2006 roku w przegranym 1:2 towarzyskim meczu z Seszelami. W 2011 roku znalazł się w kadrze na Igrzyska Wysp Oceanu Indyjskiego. 4 sierpnia 2011 roku w zremisowanym 1:1 meczu tych rozgrywek z Malediwami strzelił pierwszego gola w drużynie narodowej. Tamten turniej piłkarze Mauritiusa zakończyli na 2. miejscu. Od 2006 do 2017 rozegrał w kadrze narodowej 36 meczów i strzelił 5 goli.